# Giáp Văn Cương
 Giáp Văn Cương (1921 - 1990) là một tướng lĩnh Quân đội nhân dân Việt Nam, Anh hùng Lực lượng vũ trang nhân dân, nguyên Tư lệnh Quân chủng Hải quân. Ông là người đầu tiên của Hải quân nhân dân Việt Nam được phong hàm Đô đốc.

## Tiểu sử
Giáp Văn Cương sinh ngày 13 tháng 9 năm 1921 tại thôn An Thuẫn, xã Bảo Đài, huyện Lục Nam, tỉnh Bắc Giang. Mặc dù sống trong một gia đình có điền sản (nhà có hàng trăm mẫu ruộng, giàu có nổi tiếng cả một vùng), nhưng rất giàu lòng yêu nước và có tinh thần cách mạng. Mặc dù là "cậu ấm" con nhà gia thế, được cưng chiều, chăm chút và hướng đi theo con đường học hành, khoa cử (được gia đình gửi xuống Hà Nội theo học trường Tây và từng là học sinh trường Bưởi) nhưng ông đã quyết chí đi theo con đường cách mạng. Từ "cậu ấm" con nhà giàu, bằng lòng yêu nước và có tài năng quân sự, ông đã trở thành một vị tướng nổi tiếng từng giữ nhiều trọng trách cao trong Quân đội nhân dân Việt Nam.
Năm 1942, Giáp Văn Cương thoát ly gia đình với mục đích tìm đường đến với cách mạng. Thông qua một người quen biết giới thiệu, ông đã được nhận vào làm việc trong ngành hỏa xa với chức ký ga Tam Quan (sau đó trở thành Trưởng ga Quy Nhơn - Diêu Trì, tỉnh Bình Định). Chính tại đây, Ông gặp được người con gái Hà Thành con nhà gia giáo, để rồi chuyện tình nảy nở và kết thúc bằng một cuộc hôn nhân đẹp. Người con gái đó chính là bà Nguyễn Thị Chắt - vợ của ông sau này.

## Hoạt động trong kháng chiến chống Pháp
Năm 1945, ông bí mật gia nhập Việt Minh. Tháng 8 năm 1945 ông được cử làm Ủy viên quân sự trong Ủy ban khởi nghĩa tỉnh Bình Định, tham gia khởi nghĩa giành chính quyền ở địa phương.
Từ tháng 10 năm 1945 đến tháng 9 năm 1946, là Ủy viên Quân sự tỉnh Bình Định phụ trách Công binh xưởng Hoàng Hoa Thám.
Từ năm 1946 đến 1955, ông lần lượt giữ các chức vụ:
- Tiểu đoàn trưởng Tiểu đoàn 19 Ba Tơ, Trung đoàn 108 Liên khu 5 (10/1946 – 1947);
- Tiểu đoàn trưởng Tiểu đoàn 19, Trung đoàn 96 Liên khu 5 (1947 – 1949);
- Trung đoàn trưởng Trung đoàn 108, Ủy viên Ban cán sự Đảng tỉnh Đắk Lắk (1949 – 1953);
- Phó Tham mưu trưởng Liên khu 5 kiêm Chỉ huy trưởng Quân cảng Quy Nhơn (12/1953 – 1954), tham gia đánh trận Đăk pơ (tháng 6 năm 1954);

## Tham gia kháng chiến chống Mỹ
Ông tập kết ra Bắc và giữ chức Sư đoàn trưởng Sư đoàn 324, Quân khu 4 (1955).
Năm 1963, ông được cử vào miền Nam chiến đấu và giữ các chức vụ:
- Đặc phái viên Bộ Tư lệnh Quân khu 5 tại mặt trận Quảng – Đà (1963 – 1964).
- Sư đoàn trưởng Sư đoàn 3 (Sao Vàng), Quân khu 5 (1964 – 1967).
- Thường vụ Đặc khu ủy, Phó Tư lệnh kiêm Tham mưu trưởng Mặt trận Quảng – Đà (1968 – 1970).

Tháng 10 năm 1970, ông giữ chức vụ Phó Tư lệnh Quân khu 4, kiêm Phó Tư lệnh Mặt trận Đường 9 – Bắc Quảng Trị (B5).
Năm 1974, ông được thăng hàm Thiếu tướng, giữ chức Phó Tổng Tham mưu trưởng Quân đội nhân dân Việt Nam (1974-1975).
Tháng 5 năm 1976 đến tháng 02 năm 1977, ông giữ chức Tư lệnh Quân khu 4.

## Tư lệnh Quân chủng Hải quân
Năm 1977, ông được bổ nhiệm làm Tư lệnh Quân chủng Hải quân, kế nhiệm thiếu tướng Nguyễn Bá Phát. Ông được thăng hàm Phó Đô đốc và giữ chức vụ này đến năm 1980.
Ông đã cùng tập thể Ðảng ủy Quân chủng xây dựng:
- Kế hoạch chiến đấu bảo vệ vùng biển (11-1977);
- Kế hoạch chiến đấu ở vịnh Bắc Bộ (12-1978);
- Kế hoạch chiến đấu bảo vệ quần đảo Trường Sa... (03-1979),.

Giai đoạn (1977 - 1980), ông chủ trương xây dựng Hải quân thật sự là một quân chủng kỹ thuật, chính quy, tinh nhuệ và thiện chiến. Trước hết là ban hành thực hiện điều lệnh, điều lệ, rèn luyện kỷ luật ... tăng cường hỏa lực cho tàu chiến đấu, huấn luyện diễn tập hiệp đồng lực lượng để tăng cường sức mạnh bảo vệ vùng biển và hải đảo.
Năm 1979, ông nhận lệnh chỉ huy Quân chủng tiếp tục giải phóng thị xã Koh kong, đảo Koh kong, Poulouvai, Kaoh Tang, góp phần giúp Campuchia thoát khỏi họa diệt chủng Pol Pot. Ngay chiều ngày 14-1-1979, theo lệnh ông, một phần sở chỉ huy Quân chủng Hải quân đã chuyển xuống tàu tiến thẳng đến cảng Kampong Som (Campuchia) để giải phóng thành phố cảng Sihanoukville, tỉnh Kampong Som.
Tháng 2 năm 1980, ông lại được điều động trở về Bộ Quốc phòng.
Đầu năm 1984, ông được bổ nhiệm làm Tư lệnh Quân chủng Hải quân lần thứ hai, Bí thư Đảng ủy Quân chủng.
Ông chỉ đạo tập trung xây dựng lực lượng tàu mặt nước phù hợp với nền kinh tế của đất nước và điều kiện biển, đảo của Việt Nam, trong đó quan tâm đặc biệt đến việc đào tạo và sử dụng đội ngũ cán bộ thuyền. Xác định đất nước ta có bờ biển dài và có nhiều đảo xa bờ nên ông quan tâm đến lực lượng Hải quân đánh bộ, đặc công nước, pháo binh - tên lửa bờ biển. Các lực lượng này giữ vai trò quan trọng trong cấu thành lực lượng của hải quân hiện đại nói chung và Hải quân nhân dân Việt Nam nói riêng.
Ông cho rằng: Hải quân Việt Nam không thể thiếu các binh chủng không quân hải quân và tàu ngầm. Cùng với việc xây dựng các trung đoàn, lữ đoàn cơ động trực thuộc Quân chủng vững mạnh toàn diện, ông luôn quan tâm đến chất lượng các căn cứ, các vùng hải quân, các lữ đoàn thuộc vùng và các cơ sở bảo đảm kỹ thuật trên bờ để phục vụ các lực lượng của vùng, của Quân chủng thực hiện nhiệm vụ một cách tốt nhất.
Những năm làm Tư lệnh Quân chủng Hải quân, ông đặc biệt quan tâm đến hoạt động tác chiến. Để các lực lượng tác chiến thực hiện nhiệm vụ có hiệu quả, xử lý nhanh nhạy các tình huống trên biển, ông chỉ đạo cơ quan, đơn vị chăm lo bổ sung, kiện toàn, mở rộng và nâng cấp lực lượng bảo đảm cho tác chiến như: Thông tin, ra-đa, quan sát biển, trinh sát, bảo đảm hàng hải, công binh chiến đấu... Trong điều kiện đất nước ta còn nghèo, vũ khí trang bị của hải quân còn nhiều mặt hạn chế, chưa theo kịp yêu cầu nhiệm vụ, phải phát huy sức mạnh tổng hợp của các lực lượng trong Quân chủng, đồng thời phải huy động sức mạnh tổng hợp của cả nước để bảo vệ vững chắc chủ quyền biển, đảo của Tổ quốc.

#### Bảo vệ chủ quyền đất nước.
Năm 1984 ông đã nhận định: "Trong tương lai gần, vùng biển khu vực Trường Sa không được bình yên và sẽ là chiến trường chính của hải quân Việt Nam". Trong hai năm 1986-1987, một mặt ông yêu cầu bộ phận tác chiến soạn thảo gấp kế hoạch và phương án phòng thủ Trường Sa, mặt khác ông chủ động và kiên trì đề xuất với Bộ Chính trị và Quân ủy Trung ương chấp thuận kế hoạch bảo vệ chủ quyền Việt Nam ở Trường Sa và thềm lục địa phía Nam. Kế hoạch bảo vệ Trường Sa của ông được cấp trên chấp thuận. Ông ra lệnh: nhanh chóng dốc toàn lực, đặc biệt là công binh, ra Trường Sa để tăng cường, củng cố tất cả đảo nổi đảo chìm mà quân dân Việt Nam đang đồn trú và sinh sống bao đời nay. Đối với những đảo chìm thuộc chủ quyền Việt Nam nhưng chưa có quân đồn trú, ông yêu cầu "kiên quyết đóng nhanh, đóng đồng thời tất cả các đảo, nếu cần có thể dùng mọi loại tàu để ủi bãi".
Sau đó đã xảy ra sự kiện Hải chiến Trường Sa 1988 với Trung Quốc. Tháng 3 năm 1988, con tàu HQ 505 anh hùng đã lao nhanh giữa những làn đạn đại bác, ủi thẳng lên đảo Cô Lin thuộc chủ quyền Việt Nam, trước khi quân địch đổ bộ chiếm đảo. Tàu hỏng nặng, bốc cháy, nhưng nó trở thành cột mốc chủ quyền và cờ đỏ sao vàng đã tung bay trên đảo Cô Lin cho đến ngày nay. Để giữ bằng được quần đảo Trường Sa, Tư lệnh Giáp Văn Cương đã sử dụng lực lượng Hải quân hợp lí hiệp đồng với Không quân răn đe đối phương.
Năm 1988, ông được thăng hàm Đô đốc - vị Đô đốc đầu tiên của Hải quân nhân dân Việt Nam vì những cống hiến to lớn trong việc khẳng định chủ quyền và thế đứng của Việt Nam trên vùng biển phía Nam của Tổ quốc.
Ngày 5-7-1989, Chủ tịch Hội đồng Bộ trưởng ra chỉ thị về việc xây dựng cụm kinh tế - khoa học - dịch vụ, tiếp tục khẳng định và công khai hóa chủ quyền của Việt Nam đối với khu vực thềm lục địa phía Nam. Tư lệnh Giáp Văn Cương đã lãnh đạo, chỉ huy các lực lượng hải quân vượt mọi khó khăn, sẵn sàng chiến đấu hy sinh vì sự nghiệp toàn vẹn biển đảo, thềm lục địa của Tổ quốc, tổ chức lực lượng đóng quân tại các đảo, thực hiện sự có mặt của Việt Nam trên thềm lục địa 60.000 km2 thuộc chủ quyền, quyền tài phán của Việt Nam phù hợp Luật Biển quốc tế.
Không lâu sau đó vì bạo bệnh nên ông mất ngày 23 tháng 3 năm 1990 tại Hà Nội và an táng tại Nghĩa trang Mai Dịch.

## Khen thưởng
Ông được Đảng, Nhà nước tặng thưởng tặng thưởng nhiều huân chương cao quý:
- Danh hiệu Anh hùng lực lượng vũ trang nhân dân (truy tặng ngày 07/05/2010).

- Huân chương Độc lập hạng Nhất.
- 2 Huân chương Quân công hạng Nhất.
- Huân chương Chiến công hạng Nhất.
- Huân chương Chiến thắng hạng Nhất.
- Huân chương Kháng chiến hạng Nhất.
- Huy chương Quân kỳ quyết thắng.
- Huân chương Chiến sĩ vẻ vang hạng Nhất, Nhì, Ba.

## Vinh danh
Quân chủng Hải quân có chủ trương đề nghị cấp trên cho phép xây dựng Nhà Tưởng niệm Giáp Văn Cương tại quần đảo Trường Sa và đặt tên Giáp Văn Cương cho một hòn đảo trên quần đảo.
Năm 2009 Hội đồng Nhân dân Thành phố Đà Nẵng đặt tên đường Giáp Văn Cương cho một đường phố tại quận Liên Chiểu. Sau đó đến Khánh Hòa, Bắc Giang và Kon Tum là 3 tỉnh tiếp theo đã đặt tên đường Giáp Văn Cương.

## Lịch sử thụ phong quân hàm
| Năm thụ phong | 1974        | 1977       | 1988   |
| ------------- | ----------- | ---------- | ------ |
| Quân hàm      |             |            |        |
| Cấp bậc       | Thiếu tướng | Phó Đô đốc | Đô đốc |